# Historizismus
|  | Dieser Artikel wurde in der Qualitätssicherung Philosophie eingetragen. Artikel, die sich als nicht relevant genug herausstellen oder mittelfristig kein hinreichend akzeptables Niveau erreichen, können schließlich auch zur Löschung vorgeschlagen werden. Bitte hilf mit, die inhaltlichen Mängel dieses Artikels zu beseitigen, und beteilige dich bitte an der Diskussion! Bitte entferne diesen Hinweis nicht ohne Absprache! |

Historizismus ist ein Begriff für Ansätze der Geschichtsphilosophie, nach der historische Vorgänge von sozialwissenschaftlichen Gesetzmäßigkeiten klar bestimmt und vorhersagbar sind. Solche Positionen gehen in der Moderne auf Hegel und den Historischen Materialismus zurück. Neben marxistischen und neomarxistischen Theoretikern ist vor allem Benedetto Croce zu nennen. In Karl Poppers gesellschaftstheoretischen Schriften ist Historizismus ein Irrglaube, der die Gefahr einer geschlossenen Weltsicht und einer Manipulation gesellschaftlicher Abläufe auf eine scheinbar wissenschaftlich feststehende Zukunft hin mit sich bringe.
Historizismus ist daher streng von einem relativistischen oder hermeneutischen Historismus ebenso zu unterscheiden, wie einem Historismus in den Geschichtswissenschaften oder in den Sozialwissenschaften sowie dem Historismus in der Kunstgeschichte, auch wenn die Ausdrücke gelegentlich austauschbar verwendet wurden und die Phänomene gelegentlich gemeinsam auftreten. Im amerikanischen Poststrukturalismus tritt der Begriff des New Historicism in der Literaturkritik auf, der jedoch eine historistische Position bezeichnet, die sich vom New Criticism abgrenzte, der sich wiederum auf Croce bezog.

## Varianten

### Anthropologischer Historizismus
Für die Anthropologie entwickelte Franz Boas die Variante des historischen Partikularismus. Boas setzte sich für eine Betrachtung von Kulturkreisen einschließlich der religiösen, historischen, sprachlichen und künstlerischen Aspekte ein. Besonders spezielle Kulturgeschichten kleinerer Regionen werden betont, die durch linguistische und ethnologische Studien verbunden werden sollen. Boas lehnte also den Evolutionismus ab, weil es kein allgemein-normatives Entwicklungsspektrum gibt, sondern jede Region und jede Kultur andere Anpassungen erfordert. Boas wird neben Malinowski und Luschan als Wegbereiter der modernen Ethnologie angesehen.

### Gesellschaftstheorie des Kritischen Rationalismus
Der Historizist will „den Sinn des Spiels begreifen, das auf der historischen Bühne aufgeführt wird“, indem er versucht, die Gesetze der historischen Entwicklung zu finden. Und wenn ihm dies gelungen ist, so kann er damit auch zukünftige Entwicklungen voraussagen. Er vermag dann die Politik auf einer soliden Grundlage aufzubauen und praktische Hinweise zu geben, welche politischen Handlungen aller Wahrscheinlichkeit nach erfolgreich sein werden und welche nicht.
Was Popper eine „Prophezeiung“ nennt, ist eine unbedingte Prognose mit technologisch nicht beeinflussbaren Randbedingungen. Eine „technologische Prognose“ hingegen sei eine bedingte Prognose mit technologisch beeinflussbaren Randbedingungen. Eine „Prophezeiung“ liege vor, sobald eine Vorhersage „unbedingt“, d. h. unabhängig von Randbedingungen gemacht werde. Eine Prophezeiung unterschlage also ein logisch notwendiges Element zu einer wissenschaftlichen Prognose.
Der Historizist sei jedoch gezwungen, unkonditionale Voraussagen zu machen, weil er nach Langzeitprognosen für Gesellschaften strebe, nämlich nach einer „historischen Prognose großen Stils“. Die sei jedoch für Gesellschaften nicht möglich, weil Gesellschaften keine isolierten, stationären und zyklischen Systeme darstellten.
Schließlich behauptet Popper, es sei ihm gelungen, eine strenge Widerlegung des Historizismus anzugeben: Er habe gezeigt, dass es aus streng logischen Gründen unmöglich ist, den zukünftigen Verlauf der Geschichte mit rationalen Methoden vorherzusagen.
Seinen Gedankengang fasst Popper selbst in den folgenden fünf Schritten zusammen:
1. „Der Ablauf der menschlichen Geschichte wird stark beeinflusst durch das Anwachsen des menschlichen Wissens.“
2. „Wir können mit rational-wissenschaftlichen Methoden das zukünftige Anwachsen unserer wissenschaftlichen Erkenntnisse nicht vorhersagen.“
3. „Daher können wir den zukünftigen Verlauf der menschlichen Geschichte nicht vorhersagen.“
4. „Das bedeutet, daß wir die Möglichkeit einer theoretischen Geschichtswissenschaft verneinen müssen, also die Möglichkeit einer historischen Sozialwissenschaft, die der theoretischen Physik oder der Astronomie des Sonnensystems entsprechen würde. Eine wissenschaftliche Theorie der geschichtlichen Entwicklung als Grundlage historischer Prognosen ist unmöglich.“
5. „Das Hauptziel der historizistischen Methoden [...] ist daher falsch gewählt und damit ist der Historizismus widerlegt.“

Popper selbst beansprucht, mit seiner Historizismus-Kritik den wesentlichen Kern der Geschichtsphilosophie Hegels oder auch den Historischen Materialismus erledigt zu haben. Ob Popper damit wirklich eine wissenschaftlich adäquate Rekonstruktion der betreffenden Theorien gelungen ist, ist umstritten. Walter Kaufmann moniert bei Popper Verstöße schon gegen einfache wissenschaftliche Zitierregeln. Darüber hinaus ist grundsätzlich zu fragen, ob Poppers Vorgehensweise hierbei mit den Regeln seiner eigenen Methodologie übereinstimmt.

### New Historicism
Ab 1950 argumentierten Jacques Lacan und Michel Foucault, dass jede Epoche ein mehr oder weniger vollständig eigenes System des Wissens besitze. Viele Post-Strukturalisten teilen die Ansicht, dass jede Fragestellung nur in ihrem eigenen kulturellen und sozialen Kontext beantwortbar ist. Antworten lassen sich nicht in Bezug auf ewige Wahrheiten finden. Es werden vielmehr lediglich die heute noch bestehenden Texte, Gegenstände oder andere Überlieferungen als aussagekräftig anerkannt. Diese Geistesrichtung wird häufig als New Historicism bezeichnet.